# Cmentarz prawosławny w Witkowie (stary)
Cmentarz prawosławny w Witkowie – nekropolia prawosławna w Witkowie, utworzona być może jako unicka przy miejscowej cerkwi parafialnej, użytkowana do ok. 1939.

## Historia i opis
Cmentarz został urządzony w II połowie XIX w., być może jeszcze jako unicki, przed likwidacją unickiej diecezji chełmskiej w 1875. Po tej dacie nekropolia użytkowana była przez miejscową parafię prawosławną. W końcu lat 30. XX wieku była już zapełniona pomnikami nagrobnymi i w związku z tym w Witkowie wytyczono drugi cmentarz prawosławny, sąsiadujący ze starszym przez drogę. Po II wojnie światowej i wysiedleniu prawosławnych Ukraińców cmentarz nie był stale użytkowany, odbyło się na nim tylko kilka pochówków, a na kilku starszych grobach ustawiono nowe nagrobki. 
W latach 80. XX wieku na cmentarzu znajdowało się ok. dwudziestu nagrobków sprzed 1945, w tym najstarszy z 1897. Na większości nagrobków widnieją inskrypcje cerkiewnosłowiańskie, na nowszych grobach – polskie. Zachowane nagrobki mają postać kamiennych postumentów i słupów, na których pierwotnie znajdowały się krzyże prawosławne (niektóre strącone), betonowych stell, płyt poziomych, zachowało się również kilka krzyży żeliwnych i drewnianych.